# Ia Clua
Josep Maria (Ia) Clua (Barcelona, 14 agost de 1951 - 13 de setembre de 2011) va ser un compositor, guitarrista i cantant català. Considerat com un dels pares del pop-rock en català després de formar part de Dos+Un i d'Ia & Batiste. És germà del baixista Jordi Clua.
La primera experiència musical d'Ia Clua va començar l'any 1967 fundant el grup Dos+Un, format per ell, el seu germà Jordi i Manel Joseph. Tot i que Joseph va assumir la veu principal en un primer moment, Ia Clua va anar assumint el rol de cantant. Dissolta la banda, va fundar, juntament amb Jordi Batiste el duet Ia & Batiste amb qui van editar dos dels discos més interessants de la discografia catalana del moment: Un gran dia (Diábolo / Als 4 Vents, 1973) i Chichonera's Cat (Òliba / Edigsa, 1975). L'obra referencial de Clua és la musicació del poema de Josep Carner "El gessamí i la rosa".
Posteriorment, mentre Batiste esdevenia Rocky Muntanyola, Clua es va convertir en Moto Clua, identitat amb la qual va publicar el disc Amic Majestic (Ariola/Eurodisc, 1978), amb Josep Maria Bardagí i Joan Manuel Serrat.
Després d'un efímer retorn d'Ia & Batiste els anys noranta que va deixar dos nous discos, Clua va decidir seguir la seva carrera signant ja els discos amb el seu nom i cognoms. D'aquesta darrera etapa només en va quedar un sol disc: El món on vius (Picap, 2006). La mort el va sorprendre quan començava a pensar en un segon disc. El 4 de novembre de 2011, diversos músics entre els que hi eren Jordi Batiste, Maria Cinta, Pau Riba, Max Sunyer i Joan Manuel Serrat van homenatjar-lo amb un concert a la sala Luz de Gas de Barcelona.